# Подгоренское сельское поселение (Россошанский район)
Подгоренское сельское поселение — муниципальное образование в Россошанском районе Воронежской области.
Административный центр — село Подгорное.

## История
В конце 1917 года на территории Богучарского и Острогожского уездов Воронежской губернии была установлена советская власть. На основании Постановления Совета Народных Комиссаров РСФСР от 24 декабря 1917 года в деревнях и селах губернии стали образовываться сельские Советы. В 1918 году на территории села Подгорное и прилегающих хуторов — Артемово и Чернышовка был создан Подгоренский сельский Совет рабочих, крестьянских и красноармейских депутатов Россошанской волости Острогожского уезда центром в селе Подгорное.

## Административное деление
В состав поселения входя 2 населенных пункта:
- село Подгорное
- поселок Опытной плодово-ягодной станции